# Night Boat To Cairo
«Night Boat to Cairo» (en español: «Barco nocturno a El Cairo») es un tema del grupo de ska/pop Madness del Reino Unido de su álbum debut de 1979 One Step Beyond.... Mike Barson y Suggs escribieron el tema y también se incluyó en el EP de Work, Rest and Play, llegando al número 6 en las listas británicas UK Singles Chart. Más tarde se reeditó como sencillo en 1993, después del éxito de la versión reeditada de It Must Be Love, pero no llegó a los 40 principales británicos, alcanzando el número 56. La canción tiene una estructura inusual, con una sola estrofa larga seguida por una sección instrumental aún más larga llena de saxo. En un momento dado, la parte instrumental se desacelera y se para momentáneamente, y luego las notas que vuelven se repiten antes de que el tempo se acelera otra vez.

## Vídeo musical
Después de la decisión de editar el EP de Work, Rest and Play, hacía falta un vídeo promocional. Sin embargo, no había tiempo antes de la publicación ni tampoco para hacer un vídeo efectivo. Por lo tanto, Madness grabó un vídeo tipo karaoke delante de un fondo descaradamente en clave cromático de una pirámide egipcia, con las letras en la pantalla en un estilo "pelota botando" a medida que Suggs las cantaba. Durante las secciones largas instrumentales del tema, el grupo corrían por el plató, andando para arriba y para abajo y haciendo su "Nutty Train".
A pesar de los efectos pobres y el tono no profesional del vídeo, se hizo muy popular entre los fanes, probablemente por el tono despreocupado y las payasadas de la banda en la pantalla (probablemente a causa del alcohol que bebieron mientras lo rodaban).
Sin embargo, el vídeo no se usó para la reedición de 1993 y las remezclas.

## Aparición
Además de su publicación en forma de EP y su inclusión en el álbum One Step Beyond... "Night Boat to Cairo" también aparece en los recopilatorios del grupo Divine Madness (a.k.a. The Heavy Heavy Hits), Complete Madness, It's... Madness Too, The Business - the Definitive Singles Collection, Our House: the Best of Madness, Madness y Ultimate Collection. La mayoría de los recopilatorios incluyen la versión del álbum del tema.

## Formatos y sencillos
- Sencillos de 7"

1. «Night Boat to Cairo» (Barson/McPherson) - 3:31
2. «Night Boat to Cairo» (Paul Gotel Rude Edit)" (Barson/McPherson) - 3:45

- Sencillos de 12"

1. «Night Boat to Cairo» (Paul Gotel Rude Mix) (Barson/McPherson) - 7:59
2. «Night Boat to Cairo» (Paul Gotel Rude Edit) (Barson/McPherson) - 3:45
3. «Night Boat to Cairo» (Well Hung Parliament Dub Edit) (Barson/McPherson) - 5:35
4. «Night Boat to Cairo» (Paul Gotel Rude Instrumental) (Barson/McPherson) - 7:54

- Sencillos de CD

1. «Night Boat to Cairo» (Barson/McPherson) - 3:31
2. «Night Boat to Cairo» (Paul Gotel Rude Mix) (Barson/McPherson) - 7:59
3. «Night Boat to Cairo» (Paul Gotel Rude Edit) (Barson/McPherson) - 3:45
4. «Night Boat to Cairo» (Well Hung Parliament Dub Edit) (Barson/McPherson) - 5:35
5. «Night Boat to Cairo» (Paul Gotel Rude Instrumental) (Barson/McPherson) - 7:54

- Datos: Q9050125